# 브랜드

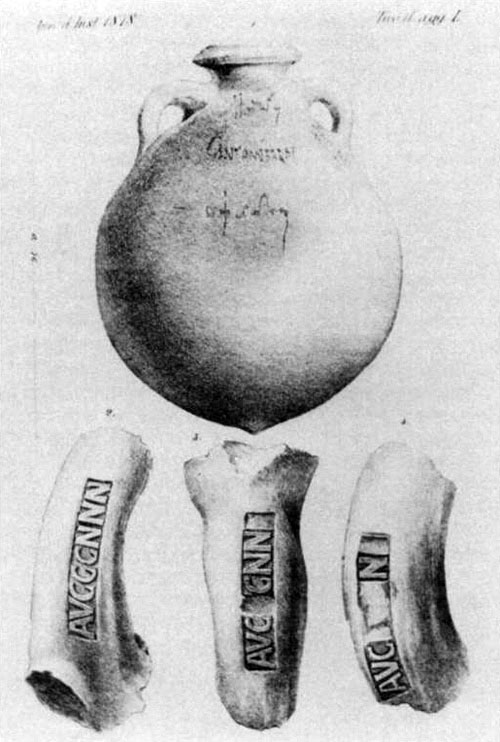

브랜드(영어: brand)는 어떤 경제적인 생산자를 구별하는 지각된 이미지와 경험의 집합이며 보다 좁게는 어떤 상품이나 회사를 나타내는 상표, 표지이다. 숫자, 글자, 글자체, 간략화된 이미지인 로고, 색상, 구호를 포함한다. 브랜드는 특히 기업의 무형자산으로 소비자와 시장에서 그 기업의 가치를 상징한다. 마케팅, 광고, 홍보, 제품 디자인 등에 직접 사용되며, 문화나 경제에 있어 현대의 산업소비 사회를 나타내는 중요한 요소이기도 하다.
많은 연구자들은 브랜드가 일단 리더십을 얻게 되면 그것을 수십 년간 유지해왔다고 주장하고 있다. 경영자들이 브랜드의 리더십 유지를 중요하게 생각하는 데는 몇 가지 이유가 있다. 첫째, 오래된 브랜드가 고객의 관심을 받기 때문이다. 오래된 브랜드는 상대적으로 마케팅 비용을 적게 들여도, 프리미엄 가격을 받을 수 있다. 이와는 대조적으로 새 브랜드나 시장이 작은 브랜드는 시장 진출과 인지도 획득을 위해 많은 마케팅 비용을 들여야 한다. 둘째, 마켓리더는 규모의 경제를 이용할 수 있다. 따라서 좁은 틈새시장을 확보한 경쟁상대에 비해 능률적인 경영정책으로 더 높은 수익을 누릴 수 있다. 셋째, 이미 특정 부문에서 우위를 차지하고 있는 마켓리더는 새로운 관련 부문으로 프랜차이지를 확대할 수 있으며, 새 부문에서도 쉽게 우위를 점할 수 있다. 반면 리더가 되지 못한 회사들의 경우, 매년 수천 개의 새 브랜드를 출시하고 있지만 대부분이 시장에서 자취도 없이 사라진다.

## 브랜드 아이덴티티
브랜드 아이덴티티(Brand Identity), 즉 BI는 다른상품과 구별되는 가치를 브랜드 정체성을 지닌 것으로, 기업 또는 상품의 정체성이다. 상품을 통하여 얻게 될 기대치, 모양새, 사용성 등 다양한 경험을 포함한다. 브랜드의 인지도와 선호도는 브랜드 가치로 재해석할 수 있다. 기업에 브랜드 가치가 있을 수는 있지만, 이름을 붙인 상품을 기업이라고 하지는 않으며 브랜드라 부른다. 그리하여 CI속에 BI가 존재하는 그래프로 표현된다.
브랜드 아이덴티티를 사람에 비유하면 외모, 스타일, 말투, 성품, 줄 수 있는 가치 등 떠오르는 브랜드의 이미지를 다양하게 연상해 볼 수 있다. 브랜드의 이런 이미지를 만들어가는 과정이 브랜드 경험의 제공일 수 있다. 접하는 공간, 사용한 경험, 가지게되는 감정, 보이는 이미지, 체험했을 때의 촉감 등이 다양한 경험이 모여 브랜드 아이덴티티로 추구하던 이미지가 실현되기 때문이다.
브랜드 경험은 인격화한 브랜드를 좀더 매력있게 보이도록 하는 일련의 활동이다. 좋은 가치와 경험을 제공한다면 고객은 이 브랜드를 기억할 뿐만 아니라, 브랜드 아이덴티티를 통하여 본인의 아이덴티티를 표현하기도 한다.

## 글로벌 순위
영국의 브랜드 평가 기업인 브랜드 파이낸스에서 발표한 2018년 세계 브랜드 Top 500에서는 아마존이 브랜드가치 1508억 달러(한화 164조 원)로 1위를 차지했다. 이어 애플(1463억 달러, 159조 원)이 2위, 구글(1209억 달러, 132조 원)이 3위, 삼성전자(923억 달러, 100조 원)가 4위, 페이스북(897억 달러, 98조 원)이 5위로 나타났다. 이어 AT&T, 마이크로소프트, 버라이즌, 월마트, 중국공상은행 순으로 높은 것으로 나타났다. 또한 11~20위 기업들 중 5개는 중국 기업이었다. 삼성전자를 제외한 한국 기업들 중에서는 현대자동차가 79위, LG그룹이 88위, SK그룹이 113위, KT가 335위, SK하이닉스가 340위, 한국전력이 349위, 기아자동차가 385위, KB금융그룹이 387위, 두산그룹이 433위, CJ그룹이 441위인 것으로 드러났다.
영국의 브랜드 평가 기업인 브랜드 파이낸스에서 발표한 2019년 세계 브랜드 Top 500에서는 아마존이 브랜드가치 1879억 달러로 1위를 차지했다.
영국의 브랜드 평가 기업인 브랜드 파이낸스에서 발표한 2020년 세계 브랜드 Top 500에서는 아마존이 브랜드가치 2207억 달러로 1위를 차지했다.

## 브랜드의 요소
브랜드는 일반적으로 다음과 같은 다양한 요소로 구성된다:
- 이름
- 로고
- 캐치프레이즈
- 그래픽
- 모양새
- 색
- 향
- 소리

## 유표화
유표화(branding)란 제품계획 또는 상품계획의 일환으로서 자기상품이나 서비스에 자기의 고유의 브랜드를 붙여 경쟁자의 것과 식별하게 만드는 마케팅 활동을 말한다. 이 유표화의 의의는 소비자가 상품을 구입할 때 자사(自社)의 상표를 상기하고 선호의욕(選好意慾)을 갖게 하여서 타사 상품에는 만족하지 못하는 상표집착(brand insistance)을 갖게 할 정도로 심리적 효과를 기대하는 데 있다. 이와 같은 기업의 유표화 활동을 상표촉진활동(商標促進活動：branded goods)은 상표품(商標品)이라고도 할 수 있는 것으로, 소정의 중량·포장·품질로 특정생산자나 판매업자에 대해 단일 브랜드가 첨부된 것을 말하고, 반대로 브랜드가 없는 상품을 무표품(無標品：non branded goods)이라고 한다.

## 자매품
자매품(姉妹品, 영어: sub-brand)은 같은 회사에서 만든 제품이라는 뜻이다.

## 국제 표준
ISO 브랜딩 표준은 위원회 ISO/TC 289에 의해 개발되었다:
- 'ISO 10668:2010'  브랜드 가치 제공(Brand valuation) - 금전적 브랜드 가치 제공을 위한 요건(Requirements for monetary brand valuation)
- 'ISO 20671:2019'  브랜드 평가(Brand evaluation) - 원리 및 본질(Principles and fundamentals)

2개의 다른 ISO 표준은 ISO/TC 289에 의해 개발되고 있다:
- ISO/AWI 23353 브랜드 평가(Brand evaluation) - Guidelines for brands relating to geographical indications[7]
- ISO/AWI 24051 브랜드 평가(Brand evaluation) - Guide for the annual brand evaluation.[8]

## 같이 보기

### 브랜드 관련 용어
- 상표
- 명품
- 브랜딩
- 브랜드로열티
- 브랜드아이덴티티
- 메이커

### 브랜드 관련 기관
- 인터브랜드 - 기업브랜드 랭킹 조사기관(미국)으로 유명
- 브랜드 파이넌스(영어판) - 국가브랜드 랭킹 조사기관(영국)으로 유명

### 브랜드 관련 직업
- 브랜드건축가 - 브랜드와 건축가의 합성어의 신조어. 문화 컨텐츠의 특화된 브랜드 전문가를 일컫는 말.
- 마케터
- 로고디자이너
- 브랜드네이밍
- 브랜드컨설턴트